# Agrostis muricata
Agrostis muricata é uma espécie de gramínea do gênero Agrostis, pertencente à família Poaceae.